# 蠣崎基廣
蠣崎基廣（1501年（文龜元年）—1548年（天文16年）），日本戰國時代一名武將。蝦夷國大名、蠣崎氏第三代當家蠣崎義廣之弟──蠣崎高廣之子。和蠣崎氏第四代當家蠣崎季廣是堂兄弟關係。
1545年，蠣崎義廣去世，由季廣繼位。基廣心懷不滿，於是發動謀反，意圖奪位。但被季廣的家臣長門廣益打敗，最終戰死。